# مارينا غوليادكينا
مارينا سيرجيفنا غوليادكينا (الروسية: Марина Сергеевна Голядкина) (الأوكرانية: Марина Сергіївна Голядкіна)، ولدت في دونيتسك الأوكرانيَّة في 13 يونيو 1997، هي سباحة أوكرانية فازت بالميداليات الذهبية للفريق في الألعاب الأولمبية الصيفية 2020، وفي جميع البطولات العالمية والأوروبية بين عامي 2017 و2020.